# Banús fals
El banús fals o laburn (Laburnum anagyroides), també conegut com a «pluja d'or» és una planta amb flor del gènere Laburnum, que pertany a la tribu Genisteae de la subfamília Faboideae.

## Particularitats

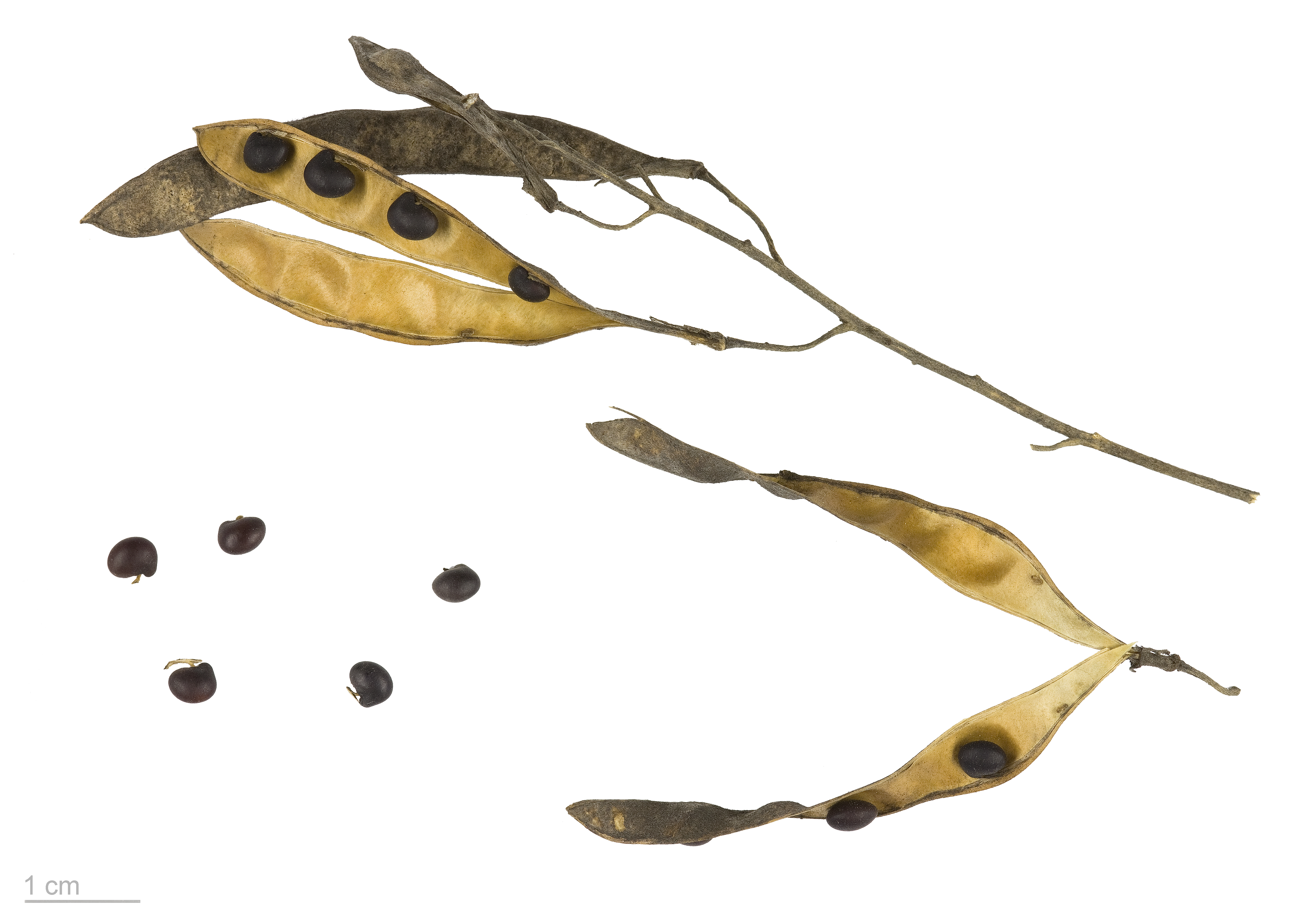
Laburnum anagyroides

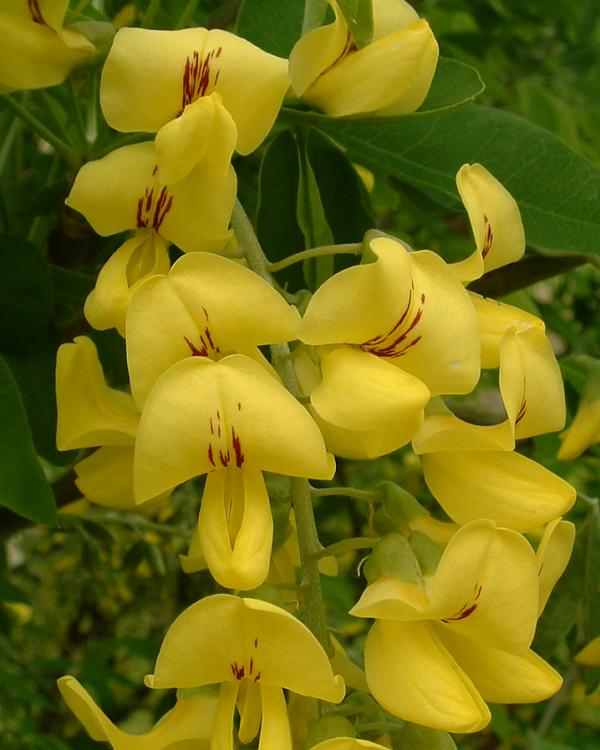
Banús fals o pluja d'or; detall de les flors

És un arbust de fulles llargament peciolades trifoliolades. Les seves flors grogues que pengen en llargs raïms són característiques. El fruit és en llegum. Totes les parts d'aquesta planta són verinoses per l'elevat contingut de citisina, un alcaloide del qual el nom va ser derivat del sinònim taxonòmic Cytisus laburnum.
Originari de l'Europa central, aquest arbust és una planta apreciada en jardineria, malgrat ser extremament verinosa.